# Argyrothemis argentea
Argyrothemis argentea är en trollsländeart som beskrevs av Friedrich Ris 1911. Argyrothemis argentea ingår i släktet Argyrothemis och familjen segeltrollsländor. IUCN kategoriserar arten globalt som livskraftig. Inga underarter finns listade i Catalogue of Life.